# Киня (приток Абы)
Киня — река в Кемеровской области России, протекает по Прокопьевскому району и Прокопьевску. Устье реки находится в 38 км от устья реки Абы. Длина реки составляет 12 км. Притоки — Малая Киня и Передняя Киня. Начинается на окраине деревни Новый Путь, течёт в общем северо-восточном направлении. На реке имеется пруд, расположенный южнее села Зенково , на берегах которого организован парк культуры и отдыха «Зенковский».

## Данные водного реестра
По данным государственного водного реестра России относится к Верхнеобскому бассейновому округу, водохозяйственный участок реки — Томь от истока до города Новокузнецк, без реки Кондома, речной подбассейн реки — Томь. Речной бассейн реки — (Верхняя) Обь до впадения Иртыша.